# Campo petrolero de Gullfaks

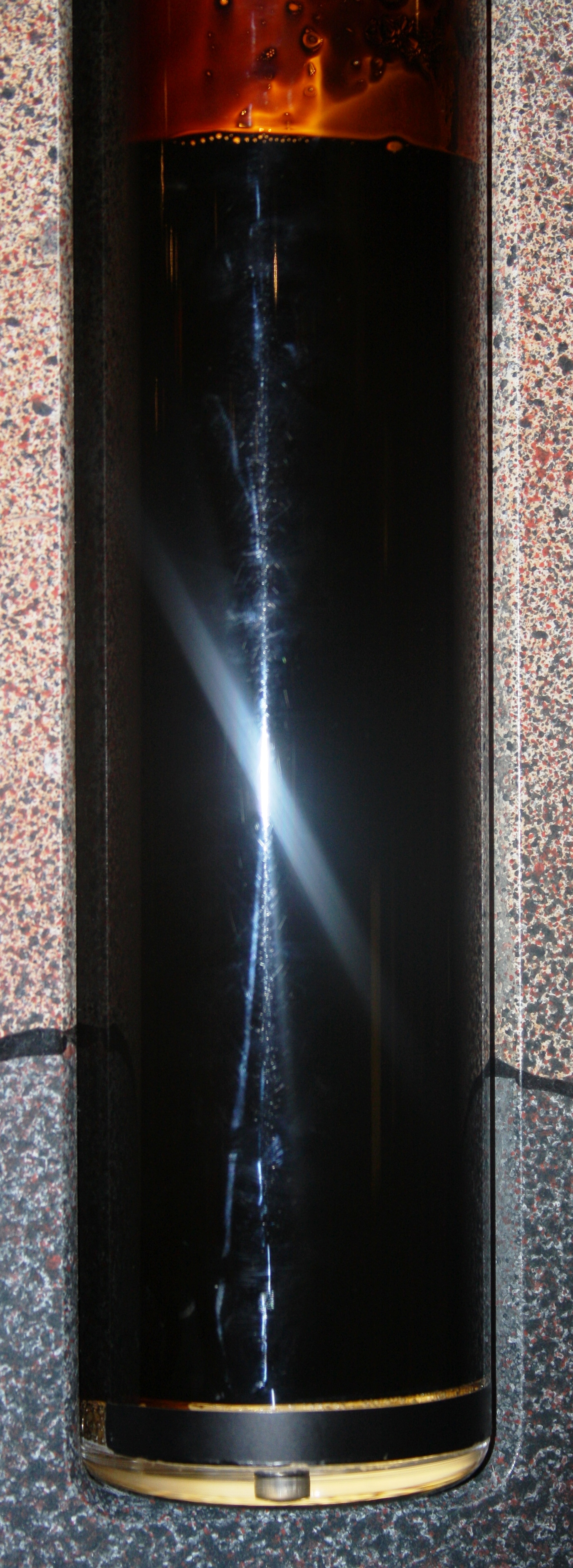
Petróleo del campo Gullfaks.

Gullfaks es un campo petrolero y gasífero en el sector noruego del Mar del Norte operado por Statoil. Fue descubierto en  1978, en el bloque 34/10, en una zona donde el mar tiene una profundidad de 130 a 230 metros.  La reserva recuperable inicial es  2100 millones de barriles (330×106 m³), y la reserva recuperable remanente en el 2004 es 234 millones de barriles (37.2×106 m³). Este campo petrolero alcanzó su pico de producción en el 2001 con 180,000 barriles por día (29,000 m³/día), en el 2013 la producción había descendido a 39.000 barriles/día. Los campos satélites son Gullfaks South, Rimfaks, Skinfaks y Gullveig.
Petrel el software de modelado geológico de la empresa Schlumberger utiliza el campo de Gullfaks como caso ejemplo en su curso introductorio.
El proyecto está conformado por tres plataformas de extracción Gullfaks A (1986), Gullfaks B (1988), y Gullfaks C (1989). Gullfaks C se encuentra ubicada a 217 m debajo de la superficie del mar. La altura de toda la estructura si se la mide desde el fondo del mar es 380 m. por lo que es más alta que la torre Eiffel. Gullfaks C produce 250,000 barriles por día (40,000 m³/día) de petróleo.  El campo Tordis, ubicado a 11 km al sureste de Gullfaks C, posee un sistema de válvulas de control instalado en el 2007 que se encuentra vinculado con la infraestructura de Gullfaks.
Entre noviembre del 2009 y mayo del 2010 múltiples problemas en su control afectaron un pozo que estaba siendo perforado desde Gullfaks C, los incidentes fueron investigados por la Autoridad de Seguridad en el Petróleo de Noruega quien publicó sus conclusiones en un informe emitido el 19 de noviembre de 2010. El informe afirma que solo la suerte evitó que el incidente más serio registrado, que fue el ocurrido el 19 de mayo de 2010, se convirtiera en un desastre de gran magnitud.

## Geología
El reservorio consiste de areniscas delta del Grupo Brent de mediados del Jurásico, areniscas de la formación Cook de comienzos del Jurásico de fondos marinos poco profundos, y la formación Statfjord de principios del Jurásico del canal fluvial y planicie delta.